# Gražbylė Venclauskaitė

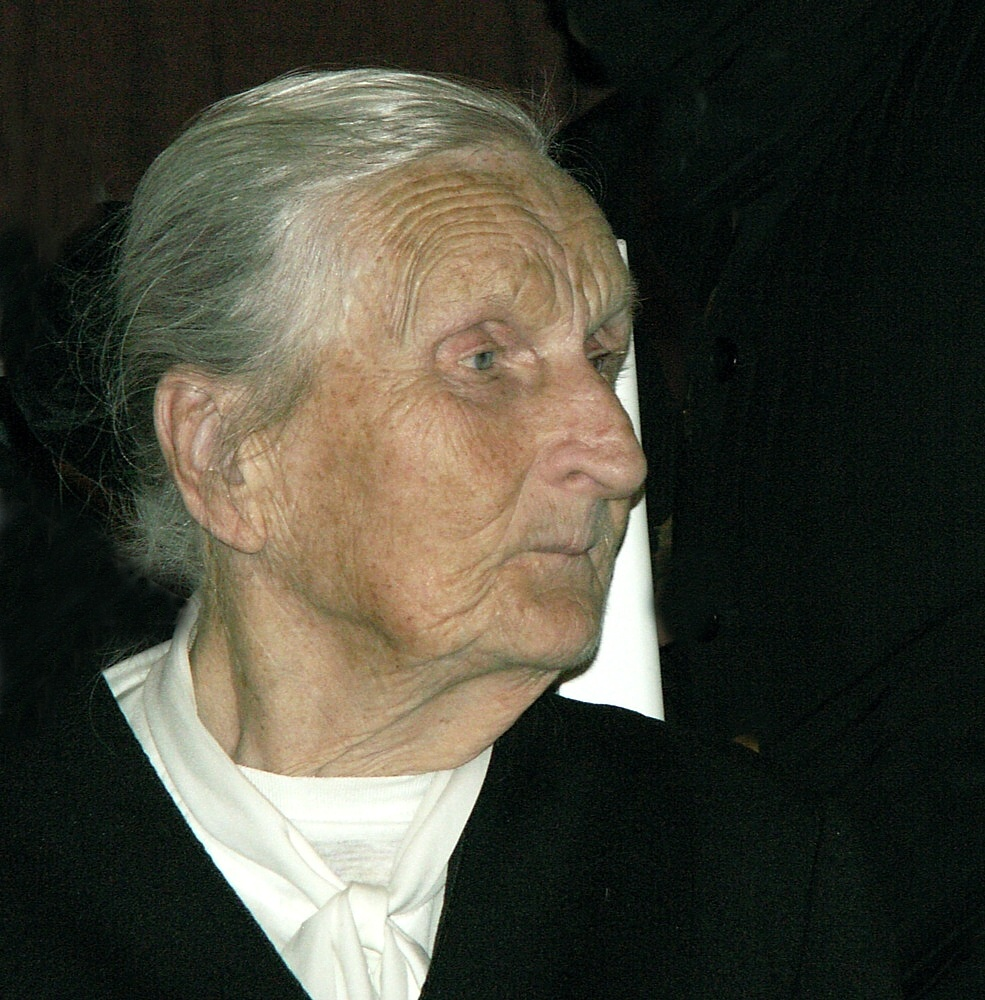
Gražbylė Venclauskaitė 2008

Gražbylė Venclauskaitė (* 31. Mai 1912 in Riga, Gouvernement Livland, Russisches Kaiserreich; † 1. Februar 2017) war eine litauische Juristin.

## Leben
Ihr Vater war der Advokat Kazimieras Venclauskis (1880–1940) und ihre Mutter die Schauspielerin Stanislava Jakševičiūtė-Venclauskienė (1874–1958). Sie hatte eine Schwester, Danutė. Ihr Pate war der Philosoph Vydūnas.
Während des Ersten Weltkrieges lebte sie in Tula (Russland). 1930 absolvierte sie das Mädchengymnasium Šiauliai und von 1930 bis 1934 studierte sie Rechtswissenschaft an der Vytauto Didžiojo universitetas in Kaunas. 1937 wurde sie diplomierte Juristin. Von 1934 bis 1941 arbeitete sie als Richterin im Gericht Šiauliai und im Gericht Joniškis. 1941 leitete sie die Abteilung Notariat am Justizkommissariat Sowjetlitauens. Von 1941 bis 1944 war sie Rechtsanwältin in Žemaičių Naumiestis, von 1944 bis 1947 in Kaunas und von 1947 bis zum Eintritt in den Ruhestand 1981 in Šiauliai.

## Ehrungen
- 1995: Gerechter unter den Völkern, gemeinsam mit Mutter und Schwester[2]
- 2000: Ehrenbürgerin der Stadtgemeinde Šiauliai